# 若君と次男坊
『若君と次男坊』（わかぎみとじなんぼう）は、1961年に公開された小沢茂弘監督の日本映画。

## スタッフ
以下のスタッフ名等はKINENOTEに従った。
- 監督 - 小沢茂弘
- 企画 - 辻野公晴、中村有隣
- 脚本 - 直居欽哉
- 撮影 - 伊藤武夫
- 音楽 - 鈴木静一
- 美術 - 井川徳道
- 録音 - 平太郎
- 照明 - 田辺謙一
- 編集 - 宮本信太郎

## キャスト
以下の出演者名は特に記載がない限りKINENOTEに従った。
- 松方弘樹 - 南部葵之介
- 北大路欣也 - 望月圭次郎
- 北条喜久 - お糸
- 磯村みどり - お絹
- 三原有美子 - 百合姫[2]
- 千秋実 - 南部陸奥守
- 喜多川千鶴 - お秋の方
- 品川隆二 - 望月慎一郎
- 藤田佳子 - 菊乃
- 星十郎 - 大熊彦太夫
- 原健策 - 浜島刑部
- 二代目 澤村宗之助 - 盤城屋久造
- 佐藤洋 - 忠吉
- 暁一夫 - 音松
- 楠本健二 - 不動の庄兵衛
- 南方英二 - 大庭陣十郎
- 矢奈木邦二郎 - 直助
- 大城泰 - 牛松
- 伊吹幾太郎 - 岩造
- 春海洋子 - お駒
- 木内三枝子 - お京
- 玉喜うた子 - 染香
- 菊村光恵 - 竹奴
- 紙屋みどり - 美千弥
- 富永佳代子 - 市川あやめ
- 富士薫 - 市川すみれ
- 山路文子 - 市川あけみ
- 河村満和 - 秋山荘十郎
- 林彰太郎 - 柴田三十郎
- 泉春子 - 餅屋の老婆
- 源八郎 - 乞食
- 坂東京三郎 - 夫婦喧嘩の男
- 山本操子 - 夫婦喧嘩の女
- 藤川弘 - 通行人
- 小田真二 - 伝三
- 明日香実 - 辰次

## 同時上映
- 『石松社員は男でござる』